# Onyx Innebandy
Onyx Innebandy är en innebandyklubb med säte i Nyköping. Klubben bildades 2004 genom ett samarbete mellan Baldrick IBK och Nyköpings IBK och är en av Södermanlands största innebandyföreningar. På damsidan har dessutom Oppeby SK:s damverksamhet anslutit. 
2006 anslöt även IBK Oxelösund till föreningen med hela sin verksamhet. I dagsläget har klubben cirka 25 lag i alla åldrar, från knatte till senior, aktiva i både Nyköping och Oxelösund. 

## Historik

### Säsongen 2009/2010
Herrlaget placerar sig på tredje plats i Division 1 Mellersta och avancerar till den nya Allsvenskan som introduceras till kommande säsong. 

### Säsongen 2010/2011
Onyx IBK herrlag placerar sig på sjätte plats i Allsvenskan Södra.

### Säsongen 2011/2012
Onyx IBK herrlag hamnar på tolfte och sista plats i Allsvenskan Södra

### Säsongen 2012/2013
Onyx IBK placerar sig på sjätte plats i Division 1 Mellersta Svealand.

### Säsongen 2013/2014
Onyx IBK placerar sig på sjunde plats i Division 1 Mellersta Svealand.

### Säsongen 2014/2015
Onyx IBK placerar sig på tredje plats i Division 1 Mellersta Svealand och går till playoff, där man dock åker i första rundan mot Strängnäs IBK. Ny hemmaarena är Rosvalla sporthall och man lyckas få ett publiksnitt på hela 818 personer.

### Säsongen 2015/2016
Onyx IBK slutar på en andra plats i Division 1 Mellersta Svealand med 44 poäng på 20 spelade matcher och går till playoff. I första playoff-omgången ställs man mot FBI Tullinge där Onyx IBK tar sig vidare till nästa omgång efter att ha vunnit i bäst av tre matcher mot FBI Tullinge. I playoff 2, som även är den slutgilitga omgången, vinner man mot Älvjö AIK och kvalificerar sig därmed till Allsvenskan säsongen 2016/2017. 

### Säsongen 2016/2017
För första gången sedan säsongen 2011/2012 är Onyx IBK tillbaka i Allsvenskan Södra. Där slutar man på en femteplats med 35 poäng på 22 spelade matcher. Poängbäst i Onyx IBK är Viktor Palm som gör totalt 60 poäng på 21 matcher. Viktor Palm placerar sig på fjärdeplats i seriens totala poängliga. 

### Säsongen 2017/2018
Onyx IBK spelar 22 omgångar i Allsvenskan Södra och slutar på 31 poäng vilket resulterade i en sjätteplacering. 